# Каквінські Печі
Какві́нські Печі (рос. Каквинские Печи) — селище у складі Карпинського міського округу Свердловської області.
Населення — 150 осіб (2010, 205 у 2002).
Національний склад населення станом на 2002 рік: росіяни — 91 %.